# Windows 3.0
Windows 3.0 je treće glavno izdanje operacijskog sustava Microsoft Windowsa, izašlo na tržište 22. svibnja 1990. Postao je prva u širem krugu uspješna verzija Windowsa i moćan suparnik Appleovom Macintoshu i Commodoreovoj Amigi na području  grafičkog korisničkog okruženja.